# Hallucinogen
Simon Posford (Chobham, Surrey, 28 de octubre de 1971), más conocido como Hallucinogen, es un DJ y productor británico. Su álbum debut, Twisted, es considerado como uno de los álbumes más influyentes del trance psicodélico.
Es miembro de las bandas Shpongle y Younger Brother, y fundador de la discográfica Twisted Records.

## Discografía
- Twisted (1995)
- The Lone Deranger (1997)
- In Dub (2002) (Hallucinogen tracks remixed by Ott[8])
- In Dub - Live (2009)

### Singles/EP
- Alpha Centauri / LSD (1994)
- LSD (Live Mix) (1995)
- Angelic Particles / Soothsayer (1995)
- Fluoro Neuro Sponge / Astral Pancakes (1995)
- LSD (1996)
- Deranger (1996)
- Space Pussy (1996)
- Mi-Loony-Um! (2000)
- LSD (Remixes) (2003)